# Marin Bănărescu
Marin Bănărescu (n. 1890 Lăceni, Teleorman – d. 1974, Timișoara) a fost un profesor universitar la Facultatea de Mecanică a Universității Politehnica Timișoara, cunoscut ca întemeietorul școlii românești de mașini termice, autor al primului tratat de motoare cu ardere internă apărut în limba română.

## Activitate
A fost decan al facultății de Electromecanică (1926 – 1942), rector al Școalei Politehnice din Timișoara (1944 – 1946) și șef al Catedrei de Mașini Termice (1948 – 1962).
În 1946 a susținut revendicările studențești.

## Lucrări publicate
- M. Bănărescu, Curs de mașini termice: turbine cu gaz, Timișoara, Institutul Politehnic Timișoara, Facultatea de mecanică, 1949.
- M. Bănărescu, Motoare cu ardere internă, Volumul I., Editura Tehnică București, 1957.
- M. Bănărescu, Motoare cu ardere internă, Volumul II., Editura Tehnică București, 1959.

## Distincții
- Ordinul Muncii clasa a II-a (1970).[3][4]
- titlul de „Profesor Emerit al Republicii Populare Romîne” (5 noiembrie 1962) „pentru activitatea îndelungată, contribuție în dezvoltarea științei și merite deosebite în dezvoltarea învățămîntului superior”[5][1][6]